# Empis trichoscelis
Empis trichoscelis är en tvåvingeart som beskrevs av Collin 1933. Empis trichoscelis ingår i släktet Empis och familjen dansflugor. Inga underarter finns listade i Catalogue of Life.